# Cinque Nazioni 1923
Il Cinque Nazioni 1923 (in inglese 1923 Five Nations Championship; in francese Tournoi des Cinq Nations 1923; in gallese Pencampwriaeth y Pum Gwlad 1923) fu la 9ª edizione del torneo annuale di rugby a 15 tra le squadre nazionali di Francia, Galles, Inghilterra, Irlanda e Scozia, nonché la 36ª in assoluto considerando anche le edizioni dell'Home Nations Championship.
Per la dodicesima volta, ad aggiudicarselo fu l'Inghilterra che nell'occasione conquistò nuovamente il Grande Slam; il suggello avvenne a Colombes dove la Francia fu battuta 12-3.
A chiudere il punteggio fu Dave Davies, fresco sposo che interruppe la luna di miele a Parigi per disputare, da capitano, il suo ultimo incontro internazionale con un calcio in drop allo scadere della partita.
Il valore delle marcature, come stabilito dall’IRFB nel 1905, era: 3 punti per ciascuna meta (5 se trasformata), 3 punti per la realizzazione di ciascun calcio piazzato o mark, 4 punti per la realizzazione di ciascun drop.

## Nazionali partecipanti e sedi
| Squadra     | Città            | Impianto interno         |
| ----------- | ---------------- | ------------------------ |
| Francia     | Colombes         | Stadio di Colombes       |
| Galles      | Cardiff Swansea  | Arms Park St. Helen's    |
| Inghilterra | Leicester Londra | Welford Road Twickenham  |
| Irlanda     | Dublino          | Lansdowne Road           |
| Scozia      | Edimburgo        | Inverleith Sports Ground |

## Risultati
| Arbitro: | Jock Scott |

|           |      |         |
| Price     | mt   | Michael |
| Smallwood | drop |         |

| Arbitro: | Tommy Vile |

|                              |      |        |
| Bryce Liddell T. McLaren (2) | mt   |        |
| Drysdale (2)                 | tr   |        |
|                              | mark | Béguet |

| Arbitro: | Bim Baxter |

|            |      |                       |
| Lewis      | mt   | Gracie Liddell Stuart |
| A. Jenkins | tr   | Drysdale              |
| A. Jenkins | c.p. |                       |

| Arbitro: | Tommy Ville |

|                                    |      |            |
| Corbett Lowe Price Smallwood Voyce | mt   | McClelland |
| Conway (2)                         | tr   | Crawford   |
| Davies                             | drop |            |

| Arbitro: | J.B. McGowan |

|                         |      |                  |
| Baker Harding B. Thomas | mt   | Lalande Lasserre |
| A. Jenkins (2)          | tr   | Béguet           |
| Rees                    | c.p. |                  |

| Arbitro: | Tommy Vile |

|        |    |                          |
| Cussen | mt | Browning Liddell McQueen |
|        | tr | Browning (2)             |

| Arbitro: | Jim Tennent |

|          |      |        |
| Cussen   | mt   |        |
| Crawford | tr   |        |
|          | drop | Powell |

| Arbitro: | Tommy Vile |

|                   |    |                 |
| Gracie T. McLaren | mt | Smallwood Voyce |
|                   | tr | Luddington      |

| Arbitro: | Albert Freethy |

|        |      |                     |
|        | mt   | Conway W. Wakefield |
|        | tr   | Luddington          |
| Béguet | c.p. |                     |
|        | drop | Davies              |

| Arbitro: | Percy Royds |

|                            |    |                    |
| Béguet Jauréguy (2) Moureu | mt | Douglas McClelland |
| Béguet                     | tr | Crawford           |

## Classifica
| Pos | Squadra     | G | V | N | P | PF | PS | DP  | Pt |
| --- | ----------- | - | - | - | - | -- | -- | --- | -- |
| 1   | Inghilterra | 4 | 4 | 0 | 0 | 50 | 17 | +33 | 8  |
| 2   | Scozia      | 4 | 3 | 0 | 1 | 46 | 22 | +24 | 6  |
| 3   | Galles      | 4 | 1 | 0 | 3 | 31 | 31 | 0   | 2  |
| 4   | Francia     | 4 | 1 | 0 | 3 | 28 | 52 | −24 | 2  |
| 5   | Irlanda     | 4 | 1 | 0 | 3 | 21 | 54 | −33 | 2  |